# Kautzen
Kautzen é um município da Áustria localizado no distrito de Waidhofen an der Thaya, no estado de Baixa Áustria.